# Dickson Kamungeremu
Dickson Kamungeremu (* 25. Juli 1989) ist ein simbabwischer Leichtathlet, der sich auf den Sprint spezialisiert hat.

## Sportliche Laufbahn
Erste internationale Erfahrungen sammelte Dickson Kamungeremu bei den IAAF World Relays 2019 in Yokohama, bei denen er mit der simbabwischen 4-mal-100-Meter-Staffel im Vorlauf disqualifiziert wurde. Anschließend nahm er an den Afrikaspielen in Rabat teil und gelangte dort im 100-Meter-Lauf bis in das Halbfinale und konnte dort sein Rennen nicht beenden. Zudem belegte er im Staffelbewerb in 39,82 s den sechsten Platz. Im selben Jahr stellte er mit der Staffel in Gaborone mit 38,95 s einen neuen Landesrekord auf. Bei den World Athletics Relays 2021 im polnischen Chorzów verpasste er in 40,54 s den Finaleinzug in der 4-mal-100-Meter-Staffel. Im Jahr darauf schied er bei den Afrikameisterschaften in Port Louis mit 10,48 s in der ersten Runde über 100 Meter aus und gewann mit der Staffel in 39,81 s gemeinsam mit Ngoni Makusha, Tapiwa Makarawu und Denzel Simusialela die Bronzemedaille hinter den Teams aus Kenia und Südafrika. 2024 kam er bei den Afrikaspielen in Accra mit 10,80 s nicht über den Vorlauf über 100 Meter hinaus und belegte mit der Staffel in 39,74 s den sechsten Platz. Im Juni schied er bei den Afrikameisterschaften in Douala mit 10,52 s in der Vorrunde über 100 Meter aus und kam mit der Staffel im Vorlauf nicht ins Ziel.
2020 wurde Kamungeremu simbabwischer Meister im 100-Meter-Lauf.

## Persönliche Bestleistungen
- 100 Meter: 10,28 s (+0,2 m/s), 29. April 2023 in Gaborone
- 200 Meter: 21,40 s (+0,6 m/s), 22. Mai 2021 in Harare